# Takahiro Nishijima
Takahiro Nishijima (西島隆弘 Nishijima Takahiro?, n. 30 de septiembre de 1986 en Sapporo, Hokkaidō) es actor y cantante japonés y el vocalista principal de AAA. También es conocido como Nissy por su carrera  solista.

## Biografía
Fue captado de la Actors Studio School (Hokkaido). Formó parte de un grupo llamado Japs, integrado por cinco chicos. Ha actuado como bailarín acompañante de Ami Suzuki en sus PVs de ‘Delightful’, ‘Hopeful’ y ‘Eventful’, y bailó en sus actuaciones de ‘Eventful’ y ‘Delighftul’. También es la mascota de la Hokkaido sociétéNTT Docomo.
Actualmente trabaja para la discográfica Avex, junto a sus compañeros de AAA.

## Filmografía

### Series de televisión
| Año  | Título                                           | Personajes        | Cadena   | Notas           |
| ---- | ------------------------------------------------ | ----------------- | -------- | --------------- |
| 2007 | Delicious Gakuin                                 | Rouma Kitasaka    | TV Tokyo | Papel principal |
| 2009 | Ghost Friends                                    | Hayami Kaito      | NHK      |                 |
| 2011 | Diplomat Kosaku Kuroda                           | Yutaro Kimijima   | Fuji TV  |                 |
| 2012 | Taira no Kiyomori                                | Taira no Yorimori | NHK      |                 |
| 2016 | Itsuka Kono Koi o Omoidashite Kitto Naite Shimau | Asahi Ibuki       | Fuji TV  | [ 3 ]           |

### Películas
| Año  | Título        | Personajes     | Notas           |
| ---- | ------------- | -------------- | --------------- |
| 2009 | Love Exposure | Yu Honda       | Papel principal |
| 2012 | Himizu        | You            |                 |
| 2012 | Signal        | Keisuke Miyase | Papel principal |

## Discografía

### Álbum
- HOCUS POCUS (24 de marzo de 2016)

### Sencillos
| Título            | Lanzamiento             |
| ----------------- | ----------------------- |
| Doushouka ?       | 22 de octubre de 2014   |
| Wagamama          | 26 de noviembre de 2014 |
| Gift              | 10 de diciembre de 2014 |
| DANCE DANCE DANCE | 20 de junio de 2015     |
| NEVER STOP        | 8 de julio de 2015      |
| Playing with Fire | 15 de diciembre de 2015 |

## Trayectoria en teatro
- Glory Days (2009)
- Linda linda lover soul (2008)
- Kokoro no kakera (2008)
- Harold & Maude (2008)
- Love letters (2007)